# Mickie James
Mickie Laree James (* 31. August 1979 in Montpelier, Virginia) ist eine US-amerikanische Wrestlerin, Country-Sängerin und Fotomodell. Derzeit ist sie bei Impact Wrestling unter Vertrag. Sie war bereits bei der WWE und der National Wrestling Alliance (NWA) tätig. Sie hielt den höchsten Frauen-Titel insgesamt elfmal.

## Biografie

### Frühes Leben
James wuchs in Montpelier, Virginia auf und besuchte die Patrick Henry High School. Neben dem Wrestling hat Mickie James den Abschluss zum Associate of Arts (A.A.) erfolgreich absolviert.

### Anfänge im Wrestling
James war schon früh ein Fan des professionellen Wrestlings und besuchte auf Anraten eines Freundes eine professionelle Wrestling-Schule in Washington, D.C. Ihr professionelles Debüt im Independent Circuit gab sie am 28. August 1999 als Valet für KYDA Pro Wrestling unter dem Ringnamen Alexis Laree, einem Namen, der sich aus einer Kombination ihres Künstlernamens aus ihrer Zeit als Tänzerin und ihrem zweiten Vornamen ergab. Laree managte mehrere männliche Wrestler, darunter auch Tommy Dreamer, der die KYDA Pro Heavyweight Championship gewann. Im März bestritt sie ihr erstes Match, ein Intergender-Tag-Team-Match mit Jake Damian gegen die Amerikaner Mike Brown und Candie. Sie trainierte, um ihre Wrestling-Fähigkeiten zu verbessern, indem sie an Trainingslagern wie dem Funking Conservatory, einem Workshop von Dory Funk Jr, und ein Dojo von Extreme Championship Wrestling (ECW). Sie begann auch für Maryland Championship Wrestling (MCW) zu kämpfen, wo sie in Camps von Ricky Morton und Bobby Eaton trainierte. Ab 2002 trat sie auch für Ring of Honor auf.

### Total Nonstop Action Wrestling (2002–2003)
Während sie ein Jahr bei Ring of Honor angestellt war, debütierte James auch als Alexis Laree bei Total Nonstop Action Wrestling (TNA) bei der ersten wöchentlichen Pay-per-View des Unternehmens, wo sie als Teilnehmerin der Dessous-Battle-Royal vorgestellt wurde, die in der darauffolgenden Woche stattfand.
Sie wurde erst am 26. März 2003 prominent vorgestellt, als sie sich mit Amazing Red als Teil seiner Fehde gegen den X-Division-Champion Kid Kash und Trinity zusammenschloss. Laree bestritt ihr erstes Einzelmatch mit der Promotion am 2. April 2003 und verlor gegen Trinity. Wochen später wurde sie das erste Mitglied von The Gathering, einem Stable, das von Raven in seiner Fehde gegen NWA World Heavyweight Champion Jeff Jarrett angeführt wurde. Am 16. April wurde Laree die erste (und bisher einzige) Frau, die in einem Clockwork Orange House of Fun Match antrat, nachdem The Gathering Jarrett herausforderte und besiegte. Sie fuhr fort, mit dem Stable zu ringen, während sie mit The Disciples of the New Church fehdeten, und nahm an einem Kampf mit Father James Mitchell teil, der sie mit einem Feuerball verbrannte, und rang in einem weiteren Clockwork Orange House of Fun Match, bevor sie das Unternehmen verließ.

### World Wrestling Entertainment (2003–2010)

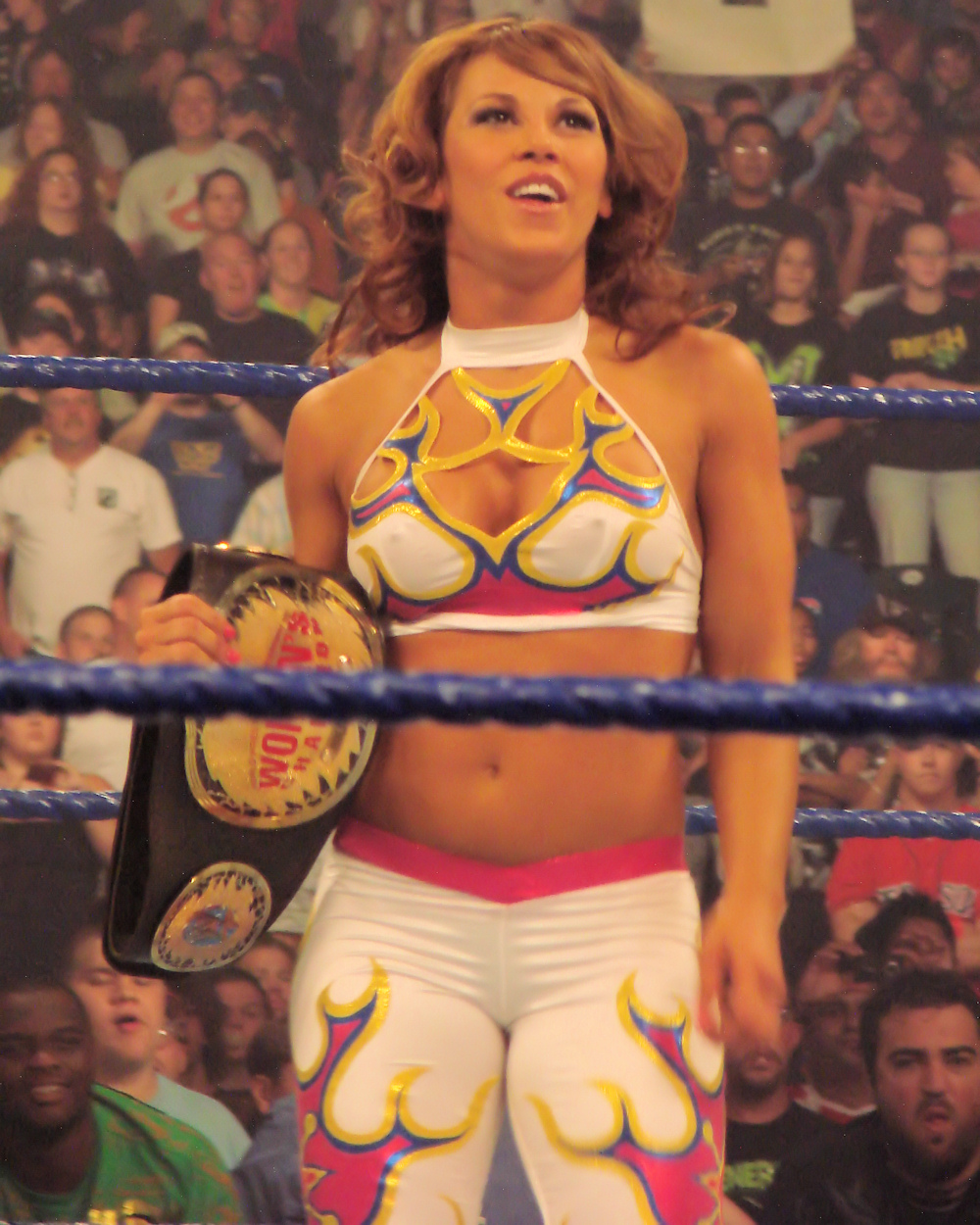
James ist eine fünfmalige WWE Women’s Champion

2003 verließ sie TNA und unterschrieb im April des gleichen Jahres einen Entwicklungsvertrag mit World Wrestling Entertainment (WWE). Dort wurde sie zunächst in der Aufbauliga Ohio Valley Wrestling ausgebildet.
Am 10. Oktober gab sie bei RAW ihr WWE-Debüt unter dem Ringnamen Mickie James. Anfänglich besaß sie das Gimmick eines überdrehten Fans der Wrestlerin Trish Stratus. Dieses Gimmick wurde etwas später zu einem Fehdenprogramm zwischen beiden ausgebaut, das sie siegreich bei Wrestlemania 22 mit dem Erhalt des Titels des WWE Women’s Championship abschließen durfte. Anschließend befand sich James in einem kurz angelegten Fehdenprogramm mit Lita.
Am 19. Februar 2007 musste sie den Titel an Melina abgeben. Nachdem James den Titel in einer Houseshow wieder erringen durfte, wurde dieser Titelwechsel im Rahmen der ausgearbeiteten Storyline vom damaligen RAW-Generaldirektor Jonathan Coachman annulliert. Es gab ein erneutes Titelmatch, in dem Melina Perez den Titel abermals handlungsgemäß gewinnen und die Regentschaft von James zur kürzesten des WWE Women's Championship in dessen Geschichte machen durfte. Am 14. April 2008 durfte James gegen Beth Phoenix ihren vierten Titelgewinn verbuchen. Bei dem PPV-Ereignis Summerslam musste James den Titel wieder an Beth Phoenix abgeben.
Bei der WWE-Veranstaltung Night of Champions, die am 26. Juli 2009 stattfand, durfte James ihre Kontrahentin Maryse besiegen und damit zum ersten Mal den Titel des WWE Divas Championship erringen und drei Monate lang halten. Nachdem James diesen Titel am 12. Oktober 2009 in einem Titelmatch an Jillian Hall gemäß Storyline verlieren musste, wechselte sie zum SmackDown!-Roster.
Beim Royal Rumble 2010 war es Mickie James erlaubt, Michelle McCool zu besiegen, und somit zum fünften Mal den Womens Title zu erringen, den sie aber am Freitag danach gegen McCool bei SmackDown wieder abgeben musste. Am 22. April 2010 wurde ihr WWE-Vertrag gekündigt. Danach versuchte sie sich als Country-Sängerin.

### Rückkehr zur TNA Wrestling (2010–2013, 2015)

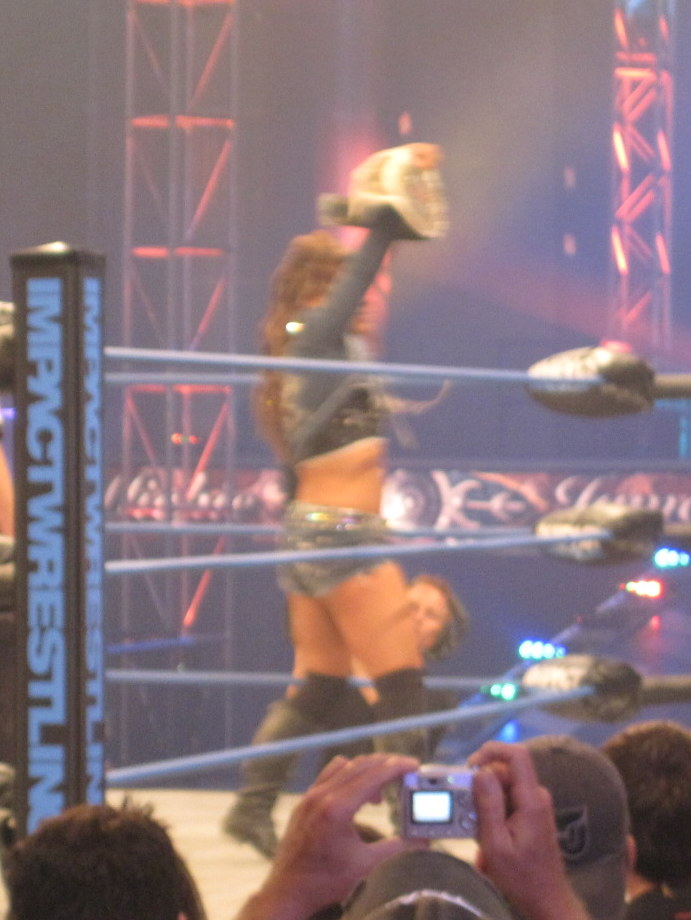
Zudem ist James auch eine fünfmalige TNA Knockouts World Champion und insgesamt hielt sie elfmal eine World Championship

Am 7. Oktober 2010 kehrte Mickie James zu TNA zurück. Dabei fehdete sie mit Madison Rayne, von der sie am 17. April 2011 beim PPV Lockdown 2011 den TNA Women’s Knockout Championship in einem Cage-Match gewann. Den Titel verlor sie am 7. August 2011 bei Hardcore Justice an Winter. Am 25. August 2011 gewann sie den Titel zum zweiten Mal. Bei No Surrender am 11. September 2011 musste sie den Titel erneut an Winter abgeben. Am 23. Mai 2013 bei Impact Wrestling gewann sie gegen Velvet Sky die TNA Women’s Knockout Championship zum dritten Mal. Ende September 2013 verließ sie die Promotion.
Am 30. Januar 2015 feierte sie ihre Rückkehr bei TNA, um mit ihrem Ehemann gegen Bram und später gegen The Revolution zu fehden. Als die beiden Fehden vorbei waren, verließ sie TNA am 29. Juli 2016. Ihr letztes Match bei TNA bestritt sie am 29. Juli 2016, als sie mit ihrem Ehemann Magnus, Serena Deeb und James Storm besiegten. Nach ihrem Abgang von TNA, trat sie für verschiedene Independent-Promotionen an.

### Rückkehr zur WWE (2016–2021)
Am 26. Oktober 2016 gab NXT-General Manager William Regal bekannt, dass sie bei NXT TakeOver: Toronto eine Chance auf die NXT Women’s Championship erhalten wird. Am 19. November 2016 feierte sie bei NXT TakeOver: Toronto ihre Rückkehr zur WWE. Beim besagten Match verlor sie gegen Asuka.
Am 8. Dezember 2016 unterzeichnete Mickie James ein mehrjährigen Vertrag. In der Smackdown-Ausgabe vom 17. Januar 2017 debütierte sie erstmals öffentlich, als sie zugunsten von Alexa Bliss bei ihrem Steel-Cage-Match gegen Becky Lynch eingriff. Schon zuvor am 27. Dezember hatte sie maskiert für Bliss eingegriffen, beim Steel-Cage-Match konnte Lynch ihr jedoch die Maske vom Kopf ziehen. Seither bestritt sie teils nur noch Singles Matches und war auch für kurze Zeit im Titelgeschehen um die Raw Women's Championship involviert, den Titel konnte sie sich jedoch nicht sichern. Im Rahmen des Superstar Shake-Ups 2019 wechselte James am 16. April 2019 von Raw zu SmackDown. Am 15. April 2021 wurde sie von der WWE entlassen.

### National Wrestling Aliance (2021–2022)
Am 8. Juni 2021 trat James erstmals bei der National Wrestling Alliance (NWA) auf und wurde als neuer Executive Producer für den reinen Frauen-PPV NWA EmPowerrr vorgestellt. Sie sorgte dafür, dass Deonna Purrazo dort ihren Impact Knockouts Championship gegen Melina verteidigte.
Am 29. August 2021 trat sie bei der NWA 73rd Anniversary Show zum ersten Mal auch wieder im Ring an. Sie besiegte Kylie Rae in dem Match. Nach einem knappen Jahr verließ sie die NWA am 3. Mai 2022. In ihrem letzten Match besiegte sie Kenzie Paige.

### Impact Wrestling (2021–2023)
Am 17. Juli 2021 kehrte sie zum dritten Mal zu TNA zurück, das damals als Impact Wrestling aktiv war. Neben der Zusammenarbeit mit NWA trat sie auch wieder im Ring an. Bei Bound for Glory 2021 trat sie gegen Deonna Purrazo an und gewann zum vierten Mal die Knockouts Championship. Im Anschluss fehdete sie mit der ehemaligen Titelträgerin. Nach 133 Tagen verlor sie den Titel an Tasha Steelz beim PPV Sacrifice. Im Anschluss begann sie den Titel erneut zu jagen und durfte eine Gewinnserie hinlegen, bis sie am 13. Januar 2023 bei Hard to Kill den Titel von Jordynne Grace gewinnen durfte.
Am 29. Januar 2022 trat sie beim WWE Royal Rumble 2022 an und wurde dort als Impact Championess vorgestellt. Ihr Auftritt war das erste offizielle Crossover zwischen den beiden Promotions.
Nach mehreren Titelverteidigungen wurde für den 24. März 2023 bei Sacrifice ein Titelmatch gegen Jordynne Grace angekündigt. Eine reale Verletzung, ein Rippenbruch, verhinderte dies jedoch. Am 13. April 2023 legte sie den Titel ab, da sie keine medizinische Freigabe erhielt.

### OVW (seit 2024)
2024 kehrte James zu Ohio Valley Wrestling zurück, wo sie seitdem als Creative Director, Head of Female Talent und Executive Producer tätig ist.

## Musikkarriere
Mickie James veröffentlichte am 18. Mai 2010 ein Country-Album namens Strangers & Angels auf iTunes. Später erschienen mehrere Singles, wobei sie ihren Song Hardcore Country als Auftrittsmusik bei TNA und bei Independent-Shows nutzte. 2013 folgte ihr zweites Album Somebody's Gonna Pay, das sie über Crowdfunding finanzierte und das später über Entertainment One veröffentlicht wurde. Es erreichte Platz 15 der Billboard Heatseeker Charts und Platz 56 der Billboard Top Country Albums.
James trat auch live im Vorprogramm von Montgomery Gentry, Randy Houser, Gretchen Wilson und den Rascal Flatts auf. Außerdem war sie Teil des CMA Music Festivals 2011 und 2013. 2014 war sie auf dem Album King of Clubs von Cowboy Troy zu hören.
2017 wurde sie in die he Native American Music Awards Hall of Fame. Sie gewann außerdem zwei Native American Music Awards.

## Privatleben
Mickie James ist eine Native American vom Stamm der Powhatan.
Am 25. September 2014 brachte James ihr erstes Kind zur Welt, einen Sohn. Der Vater ist ihr Lebensgefährte, der britische WWE-Wrestler Nick Aldis aka. Magnus. Das Paar heiratete am 31. Dezember 2015.

## Diskografie

### Studioalben
- 2010: Strangers & Angels
- 2013: Somebody's Gonna Pay

### Singles
- 2010: Hardcore Country
- 2013: Somebody's Gonna Pay
- 2016: Shooting Blanks
- 2017: Get Down
- 2018: Don't Be Afraid to Fly
- 2018: Left Right Left
- 2019: I Don’t Give A
- 2019: Great Minds
- 2019: Christmas Presence
- 2020: With the Love of a Child
- 2021: Grown Ass Woman
- 2022: Pissed
- 2023: Sandbar Sunsets

## Titel und Auszeichnungen
- Association Biterroise de Catch
  - Max Soulié Cup (2024)
  - Jean Corne Cup (2023)
- Cauliflower Alley Club
  - Women's Wrestling Award (2023)[34]
- The Baltimore Sun
  - Woman of the Year (2010)[35]
- Covey Promotions
  - CP Women's Championship (1×)
  - Covey Pro Hall of Fame (2014)
- CyberSpace Wrestling Federation
  - CSWF Women's Championship (1×)
- Dynamite Championship Wrestling
  - DCW Women's Championship (1×)
- Florida Championship Wrestling
  - FCW Women's Championship (1×)
  - NAWF Indian Tribal Women's Championship (1×)
- Ground Xero Wrestling
  - GXW Women's Championship (1×)
- Impact Championship Wrestling
  - ICW Super Juniors Championship (1×)
- International Pro Wrestling: United Kingdom
  - IPW:UK Women's Championship (1×)
- Maryland Championship Wrestling
  - MCW Women's Championship (1×)
- Native American Music Awards
  - The Jim Thorpe Sports Award (2019)
- Premier Wrestling Federation
  - PWF Universal Women's Championship (1×)
- Pro Wrestling Illustrated
  - Stanley Weston Award (2024)
  - Woman of the Year (2009, 2011)
  - Ranked No. 1 of the top 50 female wrestlers in the PWI Female 50 in 2009
- Southern Championship Wrestling
  - SCW Diva Championship (1×)
- Total Nonstop Action Wrestling / Impact Wrestling
  - TNA/Impact Knockouts World Championship (5×)
  - TNA World Cup of Wrestling (2013) – mit Christopher Daniels, James Storm, Kazarian und Kenny King
  - Impact Year End Award (1×)
    - Knockouts Match of the Year (2021) vs. Deonna Purrazzo bei Bound for Glory
- Ultimate Championship Wrestling
  - UCW Women's Championship (1×)
- Ultimate Wrestling Federation
  - UWF Women's Championship (2×)
- Wrestling Observer Newsletter
  - Most Disgusting Promotional Tactic (2009)
- World Wrestling Entertainment
  - WWE Women's Championship (5×)
  - WWE Divas Championship (1×)